# Stuart Dodd
Stuart Carter Dodd (Talbas, 1900 – 1975) è stato un sociologo statunitense.
Docente all'università di Beirut dal 1930 al 1936 e all'università di Washington dal 1947, ridusse la sociologia ad una scienza sistematica e quantitativa.
Tra le sue opere Dimensioni della società (1942) e Sociologia sistematica (1947).